# Безводно (Болгарія)
Безво́дно (болг. Безводно) — село в Кирджалійській області Болгарії. Входить до складу общини Черноочене.

## Населення
За даними перепису населення 2011 року у селі проживали 84 особи, з них 83 особи (98,8%) — турки.
Розподіл населення за віком у 2011 році:
Динаміка населення: